# Paul Haakonsson
Paul ou Páll II Haakonsson (mort en Atholl vers 1138) fut comte des Orcades entre 1123 et 1137.

## Biographie
Paul Haakonsson ou Páll inn Ómálgi c'est-à-dire le Silencieux « parce qu'il était taciturne et parlait peu dans les assemblées »  est le fils aîné du Jarl Haakon Paulsson. Il règne d'abord conjointement avec son demi-frère Harald Haakonsson qui complote contre lui.
Selon la Saga après la mort en 1131 d'Harald Haakonsson tué par le vêtement empoisonné qui lui était destiné le Jarl Paul II bannit Helga et Frakokk  Moddandottir de ses États en les reléguant au Sutherland.
Paul II demeure seul Jarl incontesté pendant quatre ans, jusqu'à ce que son cousin Rognvald Kali Kolsson réclame sa part d'héritage. Paul II refuse et les hostilités entre les deux prétendants commencent. Dans un premier temps, Kali est défait et doit s'exiler en Norvège. L'année suivante il revient avec de nouveaux partisans et dépose Paul II.
Le Jarl déchu est exilé à son tour chez sa sœur Margaret en Atholl où il meurt à une date inconnue.

## Sources
- (en) Mike Ashley The Mammoth Book of Bristish Kings & Queens Robinson London (ISBN 1841190969) « Paul II The Silent » p. 452-453.
- Jean Renaud Les Vikings et les Celtes, Éditions Ouest-France Université, Rennes, 1992  (ISBN 2-7373-0901-8)
- (en) Barbara E. Crawford  « Harald Smooth-Tongue [Haraldr inn Sléttmáli] (d. 1131) and Paul the Silent [Páll inn Ómálgi] (d. c.1137),  » Oxford Dictionary of National Biography, Oxford University Press, 2004.